# Gerd Krumeich
Gerd Krumeich, né le 4 mai 1945 à Düsseldorf, est un historien allemand spécialiste de la Première Guerre mondiale et de Jeanne d'Arc. Il est professeur émérite à l'université Heinrich-Heine de Düsseldorf, où il a occupé la chaire d'histoire contemporaine, et professeur associé à l'Institut d'histoire du temps présent. Il est par ailleurs cofondateur et vice-président du Centre international de recherche de l'Historial de la Grande Guerre de Péronne.

## Jeunesse et début de carrière
Gerd Krumeich est le dernier des huit enfants d'un couple catholique. Enfant, il connait les temps difficiles de l'après-guerre dans une ville dévastée par les combats et les bombardements. En 1961, il fait un premier séjour à Paris, où il retourne en 1966-1967 pour suivre le séminaire de Lucien Goldmann à l'École pratique des hautes études. En 1975, il soutient sa thèse consacrée aux armements français avant la « Grande Guerre ». Il devient alors l'assistant de Wolfgang Mommsen à l'université de Düsseldorf.

## Les travaux sur Jeanne d'Arc
Gerd Krumeich, étonné par la virulence des débats autour de Jeanne d'Arc à la veille de la Première Guerre mondiale, décide de lui consacrer sa thèse d'habilitation. Il y travaille à Paris de 1980 à 1983, à l'Institut historique allemand, la soutient en 1989, puis en tire en 1990 un livre sur la Pucelle d'Orléans qui fait sensation en Allemagne et qui lui vaut d'être nommé professeur à l'université de Fribourg-en-Brisgau la même année. Ce livre paraît en 1993 en France sous le titre Jeanne d'Arc à travers l'histoire.
L'historien poursuit son travail sur Jeanne d'Arc en publiant en 2006 un essai chez l'éditeur allemand Beck. Une version augmentée de cet essai sort en France en 2012. Son titre, Jeanne d'Arc en vérité, a été trouvé par Fred Vargas, que Gerd Krumeich connaît grâce au frère de celle-ci, Stéphane Audoin-Rouzeau, historien spécialiste de la Première Guerre mondiale.

## Un spécialiste de la Première Guerre mondiale
Après sa thèse, Gerd Krumeich poursuit ses recherches sur la Première Guerre mondiale. Représentant son université, il est membre du Conseil scientifique pilotant le projet d'Historial de la Grande Guerre à Péronne, dont il trouve le nom. Il y côtoie, outre Stéphane Audoin-Rouzeau, d'éminents spécialistes : Jean-Jacques Becker, Annette Becker, Jay Winter...
Cette proximité intellectuelle permet de croiser les points de vue, ce qui se concrétise par des ouvrages collectifs, dont La Grande Guerre, une histoire franco-allemande en 2008, écrit avec Jean-Jacques Becker.

## Œuvres de Gerd Krumeich

### En français
Travaux personnels :
- Jeanne d'Arc à travers l'histoire [« Jeanne d'Arc in der Geschichte : Historiographie, Politik, Kultur »]  (trad. de l'allemand par Josie Mély, Marie-Hélène Pateau et Lisette Rosenfeld, préf. Régine Pernoud), Paris, Albin Michel, coll. « Bibliothèque Albin Michel. Histoire », 1993, 348 p. (ISBN 2-226-06651-9)Réédition : Jeanne d'Arc à travers l'histoire [« Jeanne d'Arc in der Geschichte : Historiographie, Politik, Kultur »]  (trad. Josie Mély, Marie-Hélène Pateau et Lisette Rosenfeld, préf. Pierre Nora), Paris, Belin, 2017, 416 p. (ISBN 978-2-410-00096-2).
- Jeanne d'Arc en vérité  (trad. de l'allemand), Paris, Éditions Tallandier, 2012, 256 p. (ISBN 978-2-84734-856-9).
- Le feu aux poudres : Qui a déclenché la guerre en 1914 ?  (trad. de l'allemand), Paris, Belin, 2014, 299 p. (ISBN 978-2-7011-9090-7).
- L'impensable défaite. L’Allemagne déchirée. 1918–1933 (trad. de l'allemand), Paris, Belin, 2019, 324 p.

Ouvrages collectifs :
- Stéphane Audoin-Rouzeau, Annette Becker, Jean-Jacques Becker, Gerd Krumeich et Jay M. Winter (dir.), Guerre et cultures 1914-1918, Paris, Armand Colin, 1994.
- Stéphane Audoin-Rouzeau, Annette Becker, Jean-Jacques Becker, Gerd Krumeich et Jay M. Winter (dir.), La Très Grande Guerre, Paris, Le Monde, 1994.
- Jean-Jacques Becker et Gerd Krumeich, La Grande Guerre, une histoire franco-allemande, Paris, Tallandier, 2008.
- Stéphane Audoin-Rouzeau, Gerd Krumeich et Jean Richardot, Cicatrices. Paysages de guerre, Tallandier, Paris, 2008.
- Avec Antoine Prost, Verdun, 1916, Tallandier, 2016, 320 pages.
- Conférence à l'Historial Jeanne d'Arc de Rouen, Jeanne de droite ou Jeanne de gauche, 2016.

### En allemand
Travaux personnels :
- Aufrüstung und Innenpolitik in Frankreich vor dem Ersten Weltkrieg, Wiesbaden, 1980 (Schriften des Instituts für Europäische Geschichte, Mainz, Bd. 96). (traduction anglaise : Armaments and Politics in France on the Eve of the First World War, Leamington, 1985)
- Jeanne d’Arc in der Geschichte. Historiographie - Kultur - Politik, Thorbecke Verlag, 1990.
- Jeanne d’Arc. Die Geschichte der Jungfrau von Orleans, Beck, Munich, 2006.
- Die unbewältigte Niederlage. Das Trauma des Ersten Weltkrieges und die Weimarer Republik, Freiburg, Herder, 2018.

Travaux collectifs :
- avec Gerhard Hirschfeld et Irina Renz (ed.), 1918. Die Deutschen zwischen Weltkrieg und Revolution, Chr. Links Verlag, Berlin, 2018.
- avec Gerhard Hirschfeld et Irina Renz (ed.), Die Deutschen an der Somme 1914-1918: Krieg, Besatzung, Verbrannte Erde, Klartext, 2006, éd. revue : 2016.
- avec Gerhard Hirschfeld, Deutschland im Ersten Weltkrieg, Frankfurt am Main, S. Fischer Verlag, 2013.